# Pont Supérieur (metrostation)
Het metrostation Pont Supérieur is een station van metrolijn 2 van de metro van Rijsel, gelegen in de stad Lambersart. In de omgeving bevindt zich onder andere het Monument aux morts van de deelgemeente Lomme.